# Helicopter Mountains
Helicopter Mountains är ett berg i Antarktis. Det ligger i Östantarktis. Nya Zeeland gör anspråk på området. Toppen på Helicopter Mountains är 1 301 meter över havet.
Terrängen runt Helicopter Mountains är huvudsakligen kuperad, men österut är den bergig.  Trakten är obefolkad. Det finns inga samhällen i närheten. 